# Jakab Antal Tanulmányi Ház
A Jakab Antal Tanulmányi Ház csíksomlyói konferenciaközpont, amely 1996. szeptember 17-én kezdte meg működését. Névadója, Jakab Antal gyulafehérvári püspök.
1994 és 1996 között épült, a gyulafehérvári Caritas által gyűjtött külföldi adományokból. Az épület tervezését a csíkszeredai ARC Stúdió végezte.
A tanulmányi ház lehetőséget nyújt egyéni időtöltésre, megfelelő választás olyan csoportok számára is, akik nyugodt, békés környezetben szeretnék továbbképzéseiket, lelkigyakorlataikat, közösségi vagy családi programjaikat megtartani. A létesítmény 120 vendég elszállásolására, étkeztetésére nyújt lehetőséget.
1997 óta fedett folyosó köti össze a Kós Károly által tervezett, műemléknek nyilvánított KALOT-házzal.
2017 és 2019 között a Bethlen Gábor Alapkezelő Zrt. támogatásával újították fel.